# Maurice Druon
Maurice Druon (født 23. april 1918 i Paris, død 14. april 2009 i Paris) var en fransk forfatter, der i 1948 fik Goncourtprisen for romanen Les Grandes Familles.

## Romaner
- Mégarée, pièce en trois actes, créée au Grand Théâtre de Monte-Carlo (1942)
- Le Sonneur de bien aller (1943 — novella)
- Préface d'un chameau en pyjame (1943)
- Le Chant des Partisans (with Joseph Kessel, 1943)
- Lettres d’un Européen, essai (1944)
- La Dernière Brigade, roman (1946)
- Ithaque délivrée, poème dramatique traduit de l’anglais ; d’après The Rescue d’Edward Sackville-West (1947)
- Les Grandes Familles (1948)
- La Chute des corps (Les Grandes Familles, II, 1950)
- Rendez-vous aux enfers (Les Grandes Familles, III, 1951)
- Remarques (1952)
- Un voyageur, comédie en un acte, au répertoire de la Comédie française (1953)
- Le Coup de grâce, mélodrame en trois actes (avec Joseph Kessel, 1953)
- La Volupté d’être, roman (1954)
- Le Roi de fer (Les Rois maudits, I, 1955)
- La Reine étranglée (Les Rois maudits, II, 1955)
- Les Poisons de la couronne (Les Rois maudits, III, 1956)
- L'Hôtel de Mondez, nouvelle (1956)
- La Loi des mâles (Les Rois maudits, IV, 1957)
- Tistou les pouces verts (1957)
- Alexandre le Grand (1958)
- La Louve de France (Les Rois maudits, V, 1959)
- Le Lis et le Lion (Les Rois maudits, VI, 1960)
- Des Seigneurs de la plaine à l’hôtel de Mondez (1962)
- Théâtre — Mégarée, Un voyageur, La Contessa (1962)
- Les Mémoires de Zeus (1963)
- Bernard Buffet, essai (1964)
- Paris, de César à Saint Louis (1964)
- Du Soleil sur la Normandie (1964 - nouvelles historiques)
- Le Pouvoir, notes et maximes (1965)
- Les Tambours de la mémoire (1965)
- Les Rois maudits, roman historique (6 volumes, 1966)
- Les Mémoires de Zeus, II, roman historique (1967)
- Le Bonheur des uns, nouvelles (1967)
- Vézelay, colline éternelle (1968)
- L'Avenir en désarroi, essai (1968)
- Grandeur et signification de Leningrad (1968)
- Lettres d’un Européen et Nouvelles Lettres d’un Européen, 1943-1970 (1970 — essai)
- Splendeur provençale (1970)
- Une Église qui se trompe de siècle (1972)
- La Parole et le Pouvoir (1974)
- Œuvres complètes (25 volumes, 1977)
- Quand un Roi perd la France (Les Rois maudits, VII, 1977)
- Attention la France ! (1981)
- Réformer la démocratie (1982)
- La Culture et l’État (1985)
- Vézelay, colline éternelle, nouvelle édition (1987)
- Lettre aux Français sur leur langue et leur âme (1994)
- Circonstances (1997)
- Circonstances politiques, 1954–1974 (1998)
- Le bon français (1999)
- Circonstances politiques II, 1974–1998 (1999)
- La France aux ordres d’un cadavre (2000)
- Ordonnances pour un État malade (2002)
- Le Franc-parler (2003)
- Mémoires. L'aurore vient du fond du ciel (2006)
- Les mémoires de Zeus (2007)

### Titler oversat til dansk
- Jernkongen (1962)
- Den kvalte dronning (1962)
- Kronens gift (1962)
- Mands lov (1963)
- Den franske ulvinde (1963)
- Liljen og løven (1963)
- Tistu: drengen med de grønne fingre (1970)

1. ↑  Navnet er anført på engelsk og stammer fra Wikidata hvor navnet endnu ikke findes på dansk.